# Hana Truncová

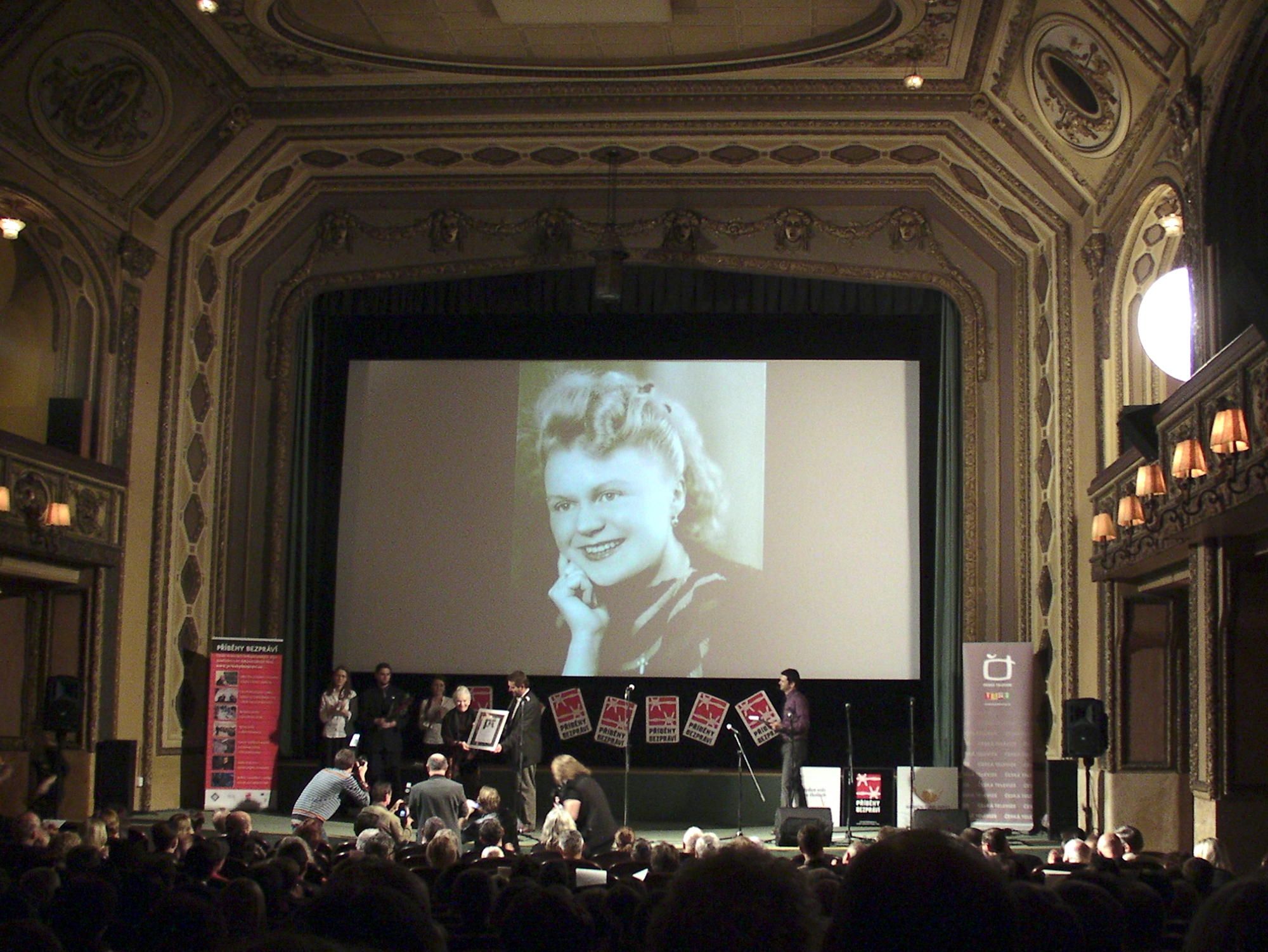
Hana Truncová přebírá Cenu Příběhů bezpráví za odvážné postoje a činy v období komunistického režimu od ředitele společnosti Člověk v tísni Šimona Pánka

Hana Truncová, roz. John (23. srpna 1924 Teplice – 7. dubna 2022, Skuteč) byla bývalá politická vězeňkyně česko-německého původu. Byla nejstarší členkou redakční rady Krušnohorských novin (Erzgebirgs-Zeitung) a pamětnicí jejich historické redakce, která pracovala v Teplicích-Šanově do roku 1943 pod vedením profesora teplické obchodní akademie Dr. Gustava Müllera.

## Život
Hana Truncová se narodila v roce 1924 v Teplicích v živnostenské rodině, její otec provozoval truhlářskou dílnu v Novosedlicích. V době druhé světové války absolvovala německou Obchodní akademii v Teplicích, na které maturovala mj. i z českého jazyka. Zde se poznala s prof. Dr. Gustavem Müllerem, který jako poslední šéfredaktor vedl (1925–943) vlastivědné periodikum Krušnohorské noviny (Erzgebirgs-Zeitung).
Po škole nejprve pracovala ve stavitelské firmě a také pomáhala svému otci s administrativou jeho živnosti. Později začala pracovat v teplických lázních.
V červnu 1951 byla spolu s otcem a se svým snoubencem zatčena a následně odsouzena k trestu 13 let odnětí svobody za napomáhání přechodu přes hranice a nedovolené tisknutí letáků. Prošla různými věznicemi a podmínečně byla propuštěna začátkem roku 1960. „Dalo mi to sebevědomí a po politické stránce, že budu do konce života proti komunismu a proti totalitě,“ řekla.
Po propuštění na svobodu pomáhala v jeslích a po roce 1968 byla referentkou teplické pobočky Čedoku. Téhož roku také vstoupila do Klubu bývalých politických vězňů.
Hana Truncová byla po obnovení jeho vydání po sametové revoluci aktivní členkou redakční rady obnoveného vlastivědného periodika Krušnohorské noviny.
V roce 2012 udělilo Ministerstvo obrany Haně Truncové osvědčení účastníka odboje a odporu proti komunismu. Byla mezi prvními odbojáři, kterým bylo ocenění na základě zákona o třetím odboji uděleno.
Žila v pečovatelském domě v Hořicích a tamější radnice udělila v roce 2018 teplické rodačce čestné občanství. Slavnostní předání proběhlo 6. února 2019.
V rámci mezinárodní konference v Senátu Parlamentu ČR převzala dne 27. února 2020 symbolické poděkování festivalu Mene Tekel za 30 let zpřístupňování novodobých dějin nejmladší generaci prostřednictvím autentické výpovědi o totalitních režimech 20. století. Mene Tekel oceňuje mimořádnou spolupráci a podporování projektu prostřednictvím vzdělávacích aktivit, odborných konzultací, přednášek pro mladou generaci a vlastní následováníhodný mravní profil.
Dne 14. října 2020 udělilo Haně Truncové čestné občanství zastupitelstvo jejího rodného města Teplice. Téhož roku se stala také laureátkou Ceny Paměti národa.

## Ocenění
- Cena Příběhů bezpráví za odvážné postoje a činy v období komunistického režimu, 2011[7] – uděluje studentská porota v rámci vzdělávacího programu Jeden svět na školách organizace Člověk v tísni
- osvědčení účastníka odboje a odporu proti komunismu, 2012
- Čestná občanka města Hořice, 2019[5]
- Osobnost festivalu Mene Tekel, 2020[6]
- Ocenění Paměť národa 2020
- Čestná občanka města Teplice, 2020[8][9][10]
- PRAEMIUM MONTIUM METALLIFERORUM" (Krušnohorská cena), 2024 in memoriam[11]